# Schachteln und Glas mit Süßigkeiten

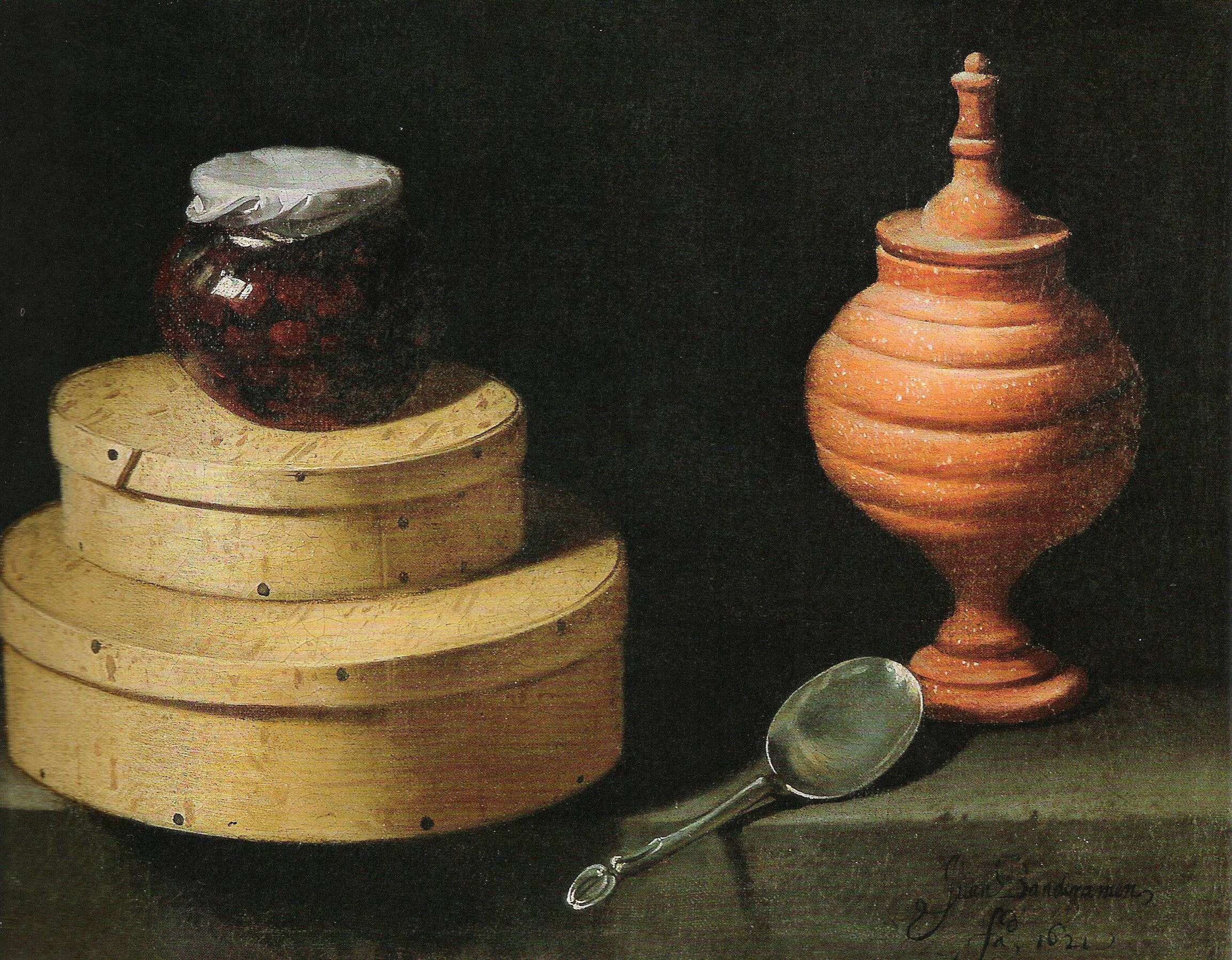
Schachteln und Glas mit Süßigkeiten
Juan van der Hamen y León, 1621
37,5 cm × 49 cm
Öl auf Leinwand
Museo de Bellas Artes de Granada, Granada

Schachteln und Glas mit Süßigkeiten ist ein 1621 entstandenes Gemälde des spanischen Malers Juan van der Hamen y León. Das  37,5 cm × 49 cm große, in Öl auf Leinwand gemalte Stillleben zeigt die zuckerveredelte Ernährungskultur der höheren Schichten. Damit gehört es zu einer größeren Werkgruppe unter den frühen Stillleben Juan van der Hamens. Das Gemälde gehört zur Sammlung des Museo de Bellas Artes de Granada in Granada.

## Bildbeschreibung
Das Gemälde Schachteln und Glas mit Süßigkeiten zeigt Aufbewahrungsbehältnisse für Süßigkeiten auf einer Steinplatte vor dunklem Hintergrund. Die linke Bildhälfte zeigt zwei Spanschachteln, in denen Marzipan aufbewahrt wurde, auf denen ein Glas mit eingelegten Kirschen steht. Die rechte Bildhälfte zeigt einen silbernen Löffel, der auf einen Honigtopf aus Terrakotta weist. Die Formen sind simpel, aber zugleich kraftvoll vom Licht modelliert, und zeigen die jeweilige stoffliche Struktur.

## Hintergrund
Dieses Stillleben hat, wie auch andere im Frühwerk von Juan van der Hamen y León, die Ernährungskultur am Hof und in der höheren Gesellschaft Madrids mit ihren zuckerveredelten Speisen zum Thema. Es unterscheidet sich von diesen jedoch dadurch, dass statt der Speisen selbst bloß ihre Behältnisse gezeigt werden. Damit ragt das Bild Schachteln und Glas mit Süßigkeiten insgesamt aus der Stilllebenproduktion des frühen 17. Jahrhunderts in Spanien heraus, die meistens Lebensmittel nicht einmal in ihrem verarbeiteten Zustand zeigte.

## Provenienz
Die Provenienz des Stilllebens Schachteln und Glas mit Süßigkeiten ist unklar. Es scheint um 1700 zur königlichen Sammlung gehört und gemeinsam mit dem Pendant Teller mit Schinken, Brot und Weinglas, das sich nun in der Sammlung der Königlichen Museen der Schönen Künste in Brüssel befindet, im Palacio del Buen Retiro gehangen zu haben. Es ist nicht bekannt, wie es aus der Sammlung nach Andalusien gelangt ist. Das Gemälde wurde im Palacio Arzobispal in Granada entdeckt. 1946 erwarb es die Stadtregierung, seit 1958 wird es im Museo de Bellas Artes de Granada ausgestellt.